# Algebra graduata
In matematica, in particolare nell'algebra astratta, un'algebra graduata è un'algebra su campo (o anello commutativo), con un ulteriore pezzo della struttura, conosciuta come una gradazione (o classificazione).

## Anello graduato
Un anello graduato {\displaystyle A} è un anello tale che esista una famiglia {\displaystyle \{A_{n}\}_{n\in \mathbb {N} }} di sottogruppi abeliani additivi di {\displaystyle (A,+)} che decompongano {\displaystyle A} in una somma diretta:
{\displaystyle A=\bigoplus _{n\in \mathbb {N} }A_{n}=A_{0}\oplus A_{1}\oplus A_{2}\oplus \cdots }
in modo tale che l'anello moltiplicativo soddisfi la seguente proprietà:
{\displaystyle x\in A_{s},y\in A_{r}\implies xy\in A_{s+r},}
ossia
{\displaystyle A_{s}A_{r}\subseteq A_{s+r},}
per tutti gli indici {\displaystyle r,s\in \mathbb {N} }.
Gli elementi {\displaystyle A_{n}} sono noti come elementi omogenei di grado {\displaystyle n}. Dalla definizione segue immediatamente che ogni elemento {\displaystyle a\in A} ammette una decomposizione unica come somma:
{\displaystyle a=\sum _{n}a_{n},}
dove {\displaystyle a_{n}\in A_{n}} per tutti gli {\displaystyle n\in \mathbb {N} }; gli elementi {\displaystyle a_{n}} sono talvolta chiamati parti omogenee di {\displaystyle a}.
Un sottoinsieme {\displaystyle {\mathfrak {a}}\subset A} è omogeneo se per ogni elemento {\displaystyle a\in {\mathfrak {a}}}, le parti omogenee di {\displaystyle a} sono anche contenute in {\displaystyle {\mathfrak {a}}.}
Se {\displaystyle I} è un  ideale omogeneo di {\displaystyle A,} allora {\displaystyle A/I} è un anello graduato e possiede la seguente decomposizione:
{\displaystyle A/I=\bigoplus _{n\in \mathbb {N} }(A_{n}+I)/I.}

## Algebra graduata
Un'algebra {\displaystyle A} su un anello {\displaystyle R} è un'algebra graduata se è graduata come anello. Nel caso in cui l'anello {\displaystyle R} sia anche un anello graduato, allora si richiede che:
1. {\displaystyle A_{i}R_{j}\subset A_{i+j},}
2. {\displaystyle R_{i}A_{j}\subset A_{i+j}.}

Si noti che la definizione di anello graduato su un anello non graduato è il caso particolare della definizione di quest'ultimo dove {\displaystyle R} è graduato in modo banale (ogni elemento di {\displaystyle R} è di grado zero).

## Esempi
- Fissato un campo {\displaystyle \mathbb {K} }, lo spazio vettoriale {\displaystyle \mathbb {K} [x]} dei polinomi a coefficienti nel campo è banalmente un anello graduato: la famiglia dei suoi elementi omogenei è data da  {\displaystyle \{\langle x^{n}\rangle \}_{n\in \mathbb {N} }}, infatti dato che un elemento di {\displaystyle \langle x^{n}\rangle } è della forma {\displaystyle ax^{n}}, vale evidentemente che {\displaystyle (ax^{n})(bx^{m})=abx^{n+m}\in \langle x^{n+m}\rangle }.